# Cratere Awonawilona
Awonawilona è un cratere sulla superficie di Rea.